# David Jacobs
David Henry Jacobs (Cardiff, 30 aprile 1888 – Llandudno, 6 giugno 1976) è stato un velocista britannico.
Prese parte ai Giochi olimpici di Stoccolma 1912 vincendo la medaglia d'oro nella staffetta 4×100 metri con i connazionali Willie Applegarth, Victor d'Arcy e Henry Macintosh.

## Palmarès
| Anno | Manifestazione  | Sede      | Evento                | Risultato | Prestazione | Note |
| ---- | --------------- | --------- | --------------------- | --------- | ----------- | ---- |
| 1912 | Giochi olimpici | Stoccolma | 100 metri             | batterie  | n/d         |      |
| 1912 | Giochi olimpici | Stoccolma | 200 metri             | batterie  | n/d         |      |
| 1912 | Giochi olimpici | Stoccolma | Staffetta 4×100 metri | Oro       | 42"4        |      |